# Stammliste des Hauses von Meran
Das Haus von Meran ist der Morganatische Zweg der Habsburger, der aus den Nachkommen von Erzherzherzog Johann und Anna Plochl. Ihre Titel sind "Graf von Meran" und "Freiherr von Brandhofen".

## Die Johannische Linie (Direkte Nachkommen von Erzherzog Johann)
Erzherzog Johann
Franz Ludwig Gft. von Meran (1839-1891) Ritter vom Goldenen Vlies, Politiker
1.Anna Maria Gft. von Meran (1864-1935)
2.Maria Johanna Gft. von Meran (1865-1933)
3. Johann Stephan Gft. von Meran (1867-1947)Ritter vom Goldenen Vlies, Politiker
4. Franz Peter Gft. von Meran (1868-1949) Politiker, Militär
5. Karoline Johanna Gft. von Meran (1870-1944)
6. Rudolf Johann Gft. von Meran (1872-1959)Politiker
7. Albrecht Johann Gft. von Meran (1874-1928)Theologe
A.1.Franz Meran (1891-1983)
2.Maria Theresia Meran (1893-1981)
B.3. Phillip Meran (1894-1950)
C.4. Johann Franz Meran (1896-1970)
5.Maria Anna Meran (1897-1983)
6. Ladislaja Meran (1899-1997)
7.Eleonore Meran (1901-1987)
8.Marie Valerie Meran (1902-1990)
9.Karl Meran (1907-1969)
A. 1. Johann Meran (1934-1987)
2. Marie Cäcillie Meran (*1924)
B.1. Maximillian Joseph Meran (*1930)
2. Anna Maria Meran (*1922)
C.1. Johann Baptist Meran (1921-1994)
2. Maria Ladislaja Helene Meran (1920-1992)
3. Helene Meran (*1927)
A.1. Franz Josef Meran (*1964)
B.1. Christoph Meran (*1963)
2. Catharina Meran (*1967)
3. Elisabeth Meran (*1971)
B.1. (Nach Christoph Meran) Johannes Maximilian Meran (*2004)
2. Anna Collienne Meran (*2006)
3. Camilla Meran (*2008)
B.1. (Nach Phillip Meran) Paul Phillip J. Meran (2003)
B.2. Clemens Meran (2006)

## Franzische Linie (Nachkommen von Franz Peter)
Erzherzog Johann 
Franz Ludwig Gft. von Meran (1839-1891) Ritter vom Goldenen Vlies, Politiker
1.Anna Maria Gft. von Meran (1864-1935)
2.Maria Johanna Gft. von Meran (1865-1933)
3.Johann Stephan Gft. von Meran (1867-1947)Ritter vom Goldenen Vlies, Politiker
4.Franz Peter Gft. von Meran (1868-1949) Politiker, Militär
5.Karoline Johanna Gft. von Meran (1870-1944)
6.Rudolf Johann Gft. von Meran (1872-1959) Politiker
7.Albrecht Johann Gft. von Meran (1907-1928) Theologe
1.Henriette Gft. von Meran (1904-2000)
2. Therese Maria J. Gft. von Meran (1906-1991)
.3.Alois Franz Gft. von Meran (1907-1960)
4.Heinrich Gft. von Meran (1908-2009)
5.Albrecht Josef C. Gft. von Meran (1912-1981)
6.Johann Josef Meran (1920-1989)                                                                                             

## Rudolfische Linie (Nachkommen von Rudolf Johann)
Erzherzog Johann
Franz von Meran(1839-1891) Ritter von Goldenen Vlies, Politiker
1.Anna Maria Gft. von Meran (1864-1935)
2.Maria Johanna Gft. von Meran (1865-1933)
3.Johann Stephan Gft. von Meran (1867-1947) Ritter vom Goldenen Vlies, Politiker
4.Franz Peter Gft. von Meran (1868-1949) Politiker, Militär
5.Karoline Johanna Gft. von Meran (1870-1944)
6.Rudolf Johann Gft. von Meran (1872-1959) Politiker
7. Albrecht Johann Gft. von Meran (1907-1928)Theologe
A.1.Rudolf Franz K. Meran (1917-1982)Politiker
2. Adolf Franz K. Meran (1919-2010)
3.Karoline Eleonore Meran (1920-1965)
A.1. Karl A. Meran (1960-1960, 13 Tage)

## Weiteres
In der Rudolfinischen Linie gibt es höchst wahrscheinlich auch noch mehr mitglieder, die aber über die öffentlichen Medien nicht aufzufinden sind. Albrecht Johann hatte keine Kinder. Bitte Berufe von anderen Familienmitgliedern auch eintragen.

## Bücher
1. ↑  Charlotte Keil-meran: Franz Meran. Band 1.. Leopold Stocker Verlag, graz.
2. ↑  Charlotte Keil-Meran: Franz Meran
Der Sohn im Schatten von Erzherzog Johann. 1. Auflage. Band 1., Nr. 1.. Leopold Stocker Verlag, Graz.